# Teoria dels tipus
La teoria dels tipus és una antiga teoria de la química orgànica que es desenvolupà a mitjans del segle xix i és considerada la precursora immediata de l'actual teoria estructural dels compostos orgànics.
El punt de partida d'aquesta teoria fou el treball de Jean-Baptiste Dumas, i posteriorment de les observacions, quasi simultànies, del químic francès Charles Adolphe Würtz (1817-1884) i de l'alemany August Wilhelm von Hofmann (1818-1892), que l'amoníac i l'anilina es combinen amb els halogenurs d'alquil, donant compostos en els quals indubtablement l'hidrogen situat en aquells compostos sobre l'àtom de nitrogen és reemplaçat més o menys completament per grups alquil. Però aquests productes segueixen donant reaccions alcalines conservant les propietats de l'amoníac i de l'anilina. L'explicació que donà Würtz és que tots aquests compostos pertanyen al tipus amoníac, una família de compostos amb característiques semblants. A aquest tipus Alexander William Williamson hi afegí el tipus aigua en comprovar que en un assaig per alquilar l'etanol, en forma d'etanol, amb halogenur d'alquil, es produeixen èters. Així es descobriren les relacions entre alcohols i èters, ja que són productes de la substitució per grups alquil de l'hidrogen de l'aigua.
Finalment el químic alemany Friedrich August Kekulé (1829-1896) introduí el tipus metà.